# Moorpark
Moorpark est une ville du comté de Ventura en Californie, aux États-Unis.

## Démographie
| 1960  | 1970  | 1980  | 1990   | 2000   | 2010   |
| ----- | ----- | ----- | ------ | ------ | ------ |
| 2 902 | 3 380 | 4 030 | 25 494 | 31 415 | 34 421 |